# Флаг Старопольского сельского поселения
Флаг муниципального образования «Старопо́льское сельское поселение» Сланцевского муниципального района Ленинградской области Российской Федерации — опознавательно-правовой знак, служащий официальным символом муниципального образования.
Ныне действующий флаг утверждён 7 июля 2010 года и внесён в Государственный геральдический регистр Российской Федерации с присвоением регистрационного номера 6260.

## Описание флага
«Флаг муниципального образования Старопольское сельское поселение Сланцевского муниципального района Ленинградской области представляет собой прямоугольное полотнище с отношением ширины флага к длине — 2:3, воспроизводящее композицию герба муниципального образования Старопольское сельское поселение Сланцевского муниципального района Ленинградской области в белом и красном цветах».
Геральдическое описание герба, утверждённого 2 июня 2010 года, гласило: «В серебряном поле червлёный (красный) скачущий всадник в русской одежде XVI века, с копьём в левой руке; во главе, скошенной слева серебром и червленью перстень особого вида (наподобие двух сообращённых соприкасающихся мерлованных зубцов, концы которых завершены противозакрученными безднами) переменных цветов».
Геральдическое описание герба, утверждённого 7 июля 2010 года, гласит: «В серебряном поле под скошенной слева серебром и червленью (красным) главой, обременённой фибулой (наподобие витой дуги, разомкнутой внизу, концы которой завершены фигурами, наподобие свёрнутых свитков, и иглой посередине в пояс, остриём влево) переменных цветов, — червлёный (красный) скачущий всадник в русской одежде XVI века, с копьём в левой руке».

## Обоснование символики
Флаг составлен на основании герба муниципального образования, в соответствии с традициями и правилами геральдики и отражает исторические, культурные, социально-экономические, национальные и иные местные традиции.
Древнюю историю Старопольского сельского поселения символизирует перстень особого вида (наподобие двух сообращённых соприкасающихся мерлованных зубцов, концы которых завершены противозакрученными безднами). Перстень напоминает об археологических находках на территории муниципального образования. В кургане близ деревни Хотило — медный перстень со спиралями на концах, относящийся к XI веку. Он был найден археологами при раскопках в 1898 году.
Древнюю историю Старопольского сельского поселения символизирует фибула переменных цветов. Она служит напоминанием об археологических находках на территории муниципального образования. В кургане близ деревни Хотило — медный перстень со спиралями на концах, относящийся к XI веку, а также другие археологические находки, датируемые XI—XIV веками, которые были найдены археологами при раскопках в 1898 году.
Другой символ — всадник в русской одежде XVI века, с копьём в левой руке напоминает об усадьбе Татариновых в деревне Ложголово (изображён на родовом гербе).
Белый цвет (серебро) — чистота помыслов, искренность, правдивость, невинность, благородство, откровенность, непорочность, надежда.
Красный цвет — право, мужество, самоотверженность любовь, храбрость, неустрашимость, символ труда, жизнеутверждающей силы, праздника, красоты, солнца и тепла. В древнерусской традиции красный — «красивый».